# هاشم بن الحسين
هاشم بن الحسين (10 يونيو 1981)، أصغر الأبناء الذكور للملك الحسين بن طلال ملك المملكة الأردنية الهاشمية الراحل من زوجته الملكة نور الحسين والأخ غير الشقيق للملك عبد الله الثاني. عُين في منصب كبير أمناء الديوان الملكي الهاشمي في 12 يناير 2017 خلفًا للأمير رعد بن زيد، وتولى مهام نائب الملك في عدة مناسبات، ورافق الملك في العديد من المهام الرسمية، وهو الرئيس الفخري للاتحاد الأردني لرياضة الكيك بوكسينغ.

## دراسته
أنهى تعليمه الابتدائي في عمّان، ثم واصل دراسته الثانوية في مدارس «سانت مارك» في الولايات المتحدة الأميركية، وتخرج في مدرسة «ميريت» عام 1999. والتحق بأكاديمية ساندهيرست العسكرية الملكيّة في المملكة المتحدة وتخرج فيها عام 2000 برتبة ملازم ثاني، وحاز على جائزة الأمير سعود بن عبد الله التي تُمنح للطالب الذي يحصل على أعلى مجموع في علامات المواد الدراسية. وفي عام 2005، تخرّج بامتياز في كلية الدراسات الخارجية بجامعة جورجتاون في الولايات المتحدة. كما يحمل شهادة الماجستير في علوم القرآن من جامعة البلقاء التطبيقية وتخرج منها سنة 2006. حصل على شهادة ماجستير أخرى سنة 2014 في الدراسات الدفاعية من جامعة «كينغز كوليج لندن» في المملكة المتحدة.

## الخدمة العسكرية
تدرج في الرتب العسكرية في العمليات الخاصة للقوات المسلحة الأردنية - للجيش العربي وخدم في أقسامها الثلاثة: الصاعقة، مكافحة الإرهاب، والقوات الخاصة. وفي عام 2015 تسَّلم قيادة كتيبة المغاوير/61 الملكية المختصة في العمليات المتقدمة في المناطق الجبلية وفي المناطق المبنية والصحراوية. كانت آخر مهمة عسكرية تولاها هي مستشار لرئيس هيئة الأركان المشتركة لشؤون العمليات الخاصة وقوات رد الفعل السريع. وهو الآن ضابط برتبة عقيد ركن في القوات المسلحة الأردنية – الجيش العربي.
وخلال خدمته العسكرية شارك في دورة قادة الفصائل التأسيسية في الولايات المتحدة في عام 2007، وحاز على جائزة أفضل تحصيل في الدورة من بين الضباط الدوليين المشاركين، كما شارك في دورة قادة سرايا المشاة التي أقيمت في دولة الإمارات العربية المتحدة سنة 2009 وحقق أعلى درجة في التحصيل الأكاديمي. وفي عام 2014 شارك وأنهى بنجاح دورة ضباط متقدمة في كلية القيادة والأركان في المملكة المتحدة.

## أسرته
في 6 يناير 2006، عُقد قرانه على «فهدة أبو نيان»، ابنة رجل الأعمال السعودي «محمد بن إبراهيم أبو نيان» وحفيدة الأمير تركي بن خالد السديري «جدها لأمها»، والتي لقّبت بعد زواجها منه بالأميرة «فهدة هاشم»، وأنجبا:
- الأميرة هالة النور (6 أبريل 2007).[1]
- الأميرة راية النور (4 يوليو 2008).[1]
- الأميرة فاطمة العالية (5 نوفمبر 2011).[5]
- الأمير الحسين حيدرة. (15 يوليو 2015).[6]
- الأمير محمد الحسن (21 أكتوبر 2019).[7]